# Lillian Logan
Lillian Logan (fl. XX secolo) è stata un'attrice statunitense che lavorò per il cinema all'epoca del muto.

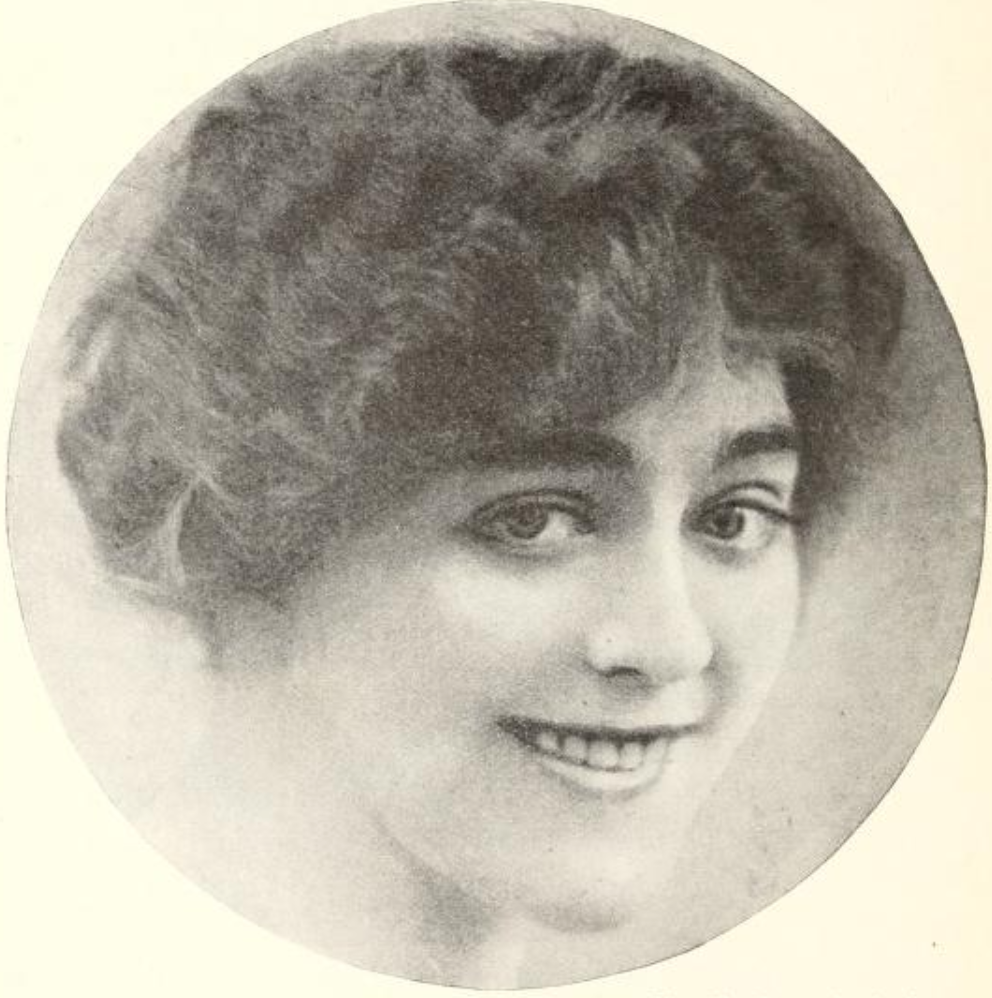
Lillian Logan, 1913

Non si conoscono suoi dati biografici.

## Biografia
Il suo film d'esordio fu, nel 1912, The Starbucks, un corto in due bobine prodotto dall'American Film Manufacturing Company in cui interpretava il ruolo della figlia. Nel 1913, passò a lavorare per la Selig Polyscope per cui girò una mezza dozzina di pellicole, tra cui il primo corto della serie dedicata al cavallo Arabia.
Nel giro di due anni (tanto durò la sua carriera), interpretò diciotto film. Nel 1914, andò in Inghilterra: i suoi ultimi nove film sono tutti di produzione britannica.

## Filmografia
La filmografia è completa. Quando manca il nome del regista, questo non viene riportato nei titoli
- The Starbucks, regia di William J. Bauman (1912)
- An Idyl of Hawaii (1912)
- The Pink Opera Cloak, regia di Hardee Kirkland - cortometraggio (1913)
- The Ferrets, regia di Oscar Eagle - cortometraggio (1913)
- The Ex-Convict, regia di Oscar Eagle - cortometraggio (1913)
- The Scales of Justice, regia di Oscar Eagle - cortometraggio (1913)
- Arabia: The Equine Detective, regia di Oscar Eagle - cortometraggio (1913)
- Love in the Ghetto, regia di Oscar Eagle - cortometraggio (1913)
- Soul of a Thief, regia di William J. Bauman (1913)
- The House of Temperley, regia di Harold M. Shaw (1913)
- Lawyer Quince, regia di Harold M. Shaw (1914)
- Her Children, regia di Harold M. Shaw (1914)
- Beauty and the Barge, regia di Harold M. Shaw (1914)
- Branscombe's Pal, regia di Harold M. Shaw (1914)
- The Cage, regia di George Loane Tucker (1914)
- The Kitchen Countess, regia di Ralph Dewsbury (1914)
- Luncheon for Three, regia di Ralph Dewsbury (1914)
- Clancarty, regia di Harold M. Shaw (1914)
- A Bachelor's Love Story, regia di George Loane Tucker (1914)